# 萨瓦德尔足球俱乐部
萨瓦德尔体育中心足球俱乐部，是西班牙萨瓦德尔市的一个足球俱乐部。该队成立于1903年，现在参加西班牙皇家足協甲組聯賽。